# Борисовский голодный бунт (1932)
Борисовский голодный бунт — народные выступления в Борисове (БССР) в апреле 1932 года. Волнения стали результатом провалов советского руководства в продовольственной политике, вызвали растерянность местных властей и привели к частичной отмене непопулярных мер.

## Предыстория
В результате коллективизации, раскулачивания, усиленного изъятия денежных, продовольственных и сырьевых ресурсов из деревни в начале 30-х годов XX века произошла деградация сельского хозяйства. С 1928 по 1931 год урожайность в целом по СССР снизилась с 53,4 до 38,4 пудов с гектара. Исходя из средней урожайности, сбор зерновых с 1929 по 1931 год сократился с 766,4 до 538,3 млн центнеров, то есть почти на 30 %. Однако высшее советское руководство, имея достоверную информацию, скрывало истинное положение дел.
В эти годы в СССР происходила также стремительная урбанизация, с 1926 по 1939 год доля городского населения увеличилась с 17,9 до 29,2 %. При этом наибольший отток сельского населения пришёлся на годы первой пятилетки с «пиком» в 1931 году. Одновременно шёл рост экспорта зерна, в 1931 году было вывезено рекордное количество — более 50 млн центнеров. Сочетание всех этих факторов привело к нарастанию сложностей со снабжением продовольствием, и, в итоге, к катастрофическому голоду 1932—33 годов.

## Волнения в апреле 1932 года
К весне 1932 года продовольственная ситуация в БССР стала критической. В резолюции Бюро ЦК КП(б)Б от 25 марта 1932 года отмечалось, что «Начиная с июля месяца 1931 г. БССР испытывает напряженное положение со снабжением хлебом… При таком положении мы вынуждены были уменьшить установленные для БССР Союзнаркомснабом нормы по индивидуальному снабжению хлебом даже контингентам, взятым на централизованное снабжение… Целый ряд важнейших промышленных предприятий и групп населения районов- не снабжаются хлебом.» Было принято решение запросить из Москвы 10 тыс. т хлеба, а также, согласно решению Союзнаркомснаба БССР от 4 апреля 1932 года, урезать пайки всем трем категориям, снабжавшихся по 2 и 3 списку карточной системы. При этом значительная группа населения — иждивенцы и дети, а также такие организации как нетрестированные торфоразработки, ряд специализированных совхозов, стройки местного значения, промкомбинаты, инвалидные артели, техникумы — вообще снимались с централизованного снабжения. Данные правила вступили в силу 6 апреля, а уже на следующий день в городе начались волнения.
Совершенно секретная докладная записка «О волнениях в гор. Борисове в связи с уменьшением норм выдачи хлеба и снятием части населения со снабжения», составленная уже 10 апреля, рисует следующую картину событий. Начиная с 7 апреля группы граждан, возмущенных снятием со снабжения иждивенцев (и в первую очередь детей), собирались возле хлебных лавок, врывались в них и разбирали хлеб из лавок и остановленных на улице повозок. Записка особенно отмечает действия женщин в ходе захвата лавок. В ночь на 8 апреля удалось развезти хлеб по лавкам на грузовиках, и с утра «у лавок наблюдалось то же, что и 7-го апреля». Волнения перекинулись и в Ново-Борисов, но милиция сумела оттеснить толпу и хлебная лавка была закрыта. Активно протестовавшие были арестованы и спешно отправлены в Борисов, потому что толпа требовала их освобождения, выкрикивая «Голодные просят хлеба, а вы их сажаете». 9 апреля положение оставалось прежним, возмущенные женщины собирались у лавок, отмечено три случая «расхвата» хлеба, но количество протестующих сильно уменьшилось.
Возмущение горожан разделяли и в частях Красной армии, расквартированных в городе. Так, командир пулемётной роты Тимофеев в клубе полка заявил: «Ну, братья, подтягивай ремень, рабочим паек уже снизили и за нас возьмутся». Командир отделения Мокриц высказывался в том же духе: «Нам только говорят, что уже разрешили хлебную проблему, а на самом деле хлеба нет. Рабочие кричат, что нечего есть, а мне из дому пишут, что за 10 килограммов хлеба платят 80 рублей. Вот к чему мы идем. Рабочий в случае войны воевать не пойдет, потому что он скажет — мне все равно, и так надо будет голодному работать». Младшие командиры в казарме роты с восхищением обсуждали стычку толпы с милицией и командир отделения Савицкий сказал: «По мне пускай и нам не дадут хлеба, мы скорее разбрелись бы по домам и стали бы разбирать скот из колхозов». Командир отделения Борисенок публично высказывался, что: «Мы скоро подохнем с голоду и только морочим свою голову тем, что выполняем пятилетку в четыре года. Рабочие уже дерутся с милицией за хлеб, нам скоро также не дадут хлеба». Он также передал слова знакомого рабочего: «Если будет так продолжаться, мы сразу делаем забастовку, голодному работать нельзя, пусть что хотят с нами делают». Как отмечают авторы записки «О волнениях в гор. Борисове»: «Присутствующие другие командиры поддержали Борисенка».
Происходящее нашло отклик даже у местных коммунистов, в том числе начальства, которое задавалось логичным вопросом: «непонятно, почему нет хлеба, так как в центральных газетах ясно сказано, что зерновая проблема в основном разрешена». Члены райкома на собрании 11 апреля прямо обвиняли в случившемся Наркомснаб, запретивший выдачу хлеба детям. Даже некоторые милиционеры «вырывали из рук работников прилавка хлеб и передавали собравшимся женщинам». А «один милиционер отказался… разогнать толпу, так как он сам голодный». По данным ОГПУ «…в советских учреждениях и ЦРК царила полнейшая растерянность. Сотрудники в первый же день по приходе толпы разбежались».

## Последствия
Несколько десятков человек «активного элемента», участвовавшего в волнениях, были задержаны (в донесении первого секретаря ЦК КП (б) Б. Гикало секретарю ЦК ВКП (б) Кагановичу фигурируют 54 арестованных). Их дальнейшая судьба в точности неясна, однако известно, что, например, некоторые из задержанных в результате событий апреля 1932 года были осуждены на три года.
В результате волнений уже с 9 апреля была возобновлена выдача хлеба детям (по 200 граммов), отданы распоряжения о регулярном подвозе хлеба и своевременном открытии лавок, а некоторые категории переведены на улучшенное снабжение.
Репрессии в сочетании с принятыми мерами по улучшению снабжения привели к постепенному прекращению волнений. Ответственность за события была возложена на руководство города, в том числе милицию и местный отдел ГПУ; глава райкома партии Томашевский лишился должности. По всем райкомам партии была разослан циркуляр с описанием инцидента.

## Версия Ю. Витьбича
В 1996 году в Нью-Йорке, через 21 год после смерти автора, вышла книга «Антыбальшавіцкія паўстанні і партызанская барацьба на Беларусі». Автор — Ю. Витьбич (настоящая фамилия Щербаков), известный сотрудничеством с немецкими нацистами, после окончания Второй Мировой продолжил свою деятельность в эмиграции. В данной книге волнения в Борисове датируются маем 1933 года, однако никаких документов, относящихся к этой дате, неизвестно (в отличие от хорошо известных событий апреля 1932 года). Количество арестованных определяется в 1400 человек, из которых 1200 было сослано на 8—10 лет «без права переписки», а 200 — расстреляно. Никаких документальных подтверждений указанным цифрам не имеется. Указанное место расстрела — «Батареи» — к 1933 году находилось в черте города, там располагалась районная больница. Таким образом, единственным источником, свидетельствующим о предполагаемых событиях мая 1933 года, является сам Ю. Витьбич. Несмотря на это, сенсационные сведения из книги Ю. Витьбича широко и некритически используются.